# Voile aux Jeux olympiques d'été de 2012 – 470 hommes
Pour un article plus général, voir Voile aux Jeux olympiques d'été de 2012.
Navigation
Pékin 2008 Rio de Janeiro 2016
L'épreuve de 470 hommes des Jeux olympiques d'été de 2012 a lieu du 2 au 10 août à Weymouth et Portland.

## Médaillés
| Or                                    | Argent                                       | Bronze                                      |
| Australie Mathew Belcher Malcolm Page | Grande-Bretagne Stuart Bithell Luke Patience | Argentine Lucas Calabrese Juan de la Fuente |

## Qualification
Pour cette épreuve, les athlètes se sont qualifiés soit grâce aux championnats du monde 2011 qui attribuait 75 % des places ou soit à ceux de 2012 qui attribuait 25 % de places. Aussi, la Grande-Bretagne en tant que pays hôte est qualifiée pour toutes les épreuves.

## Format de la compétition
Cette épreuve comprend une série de régates. Des points sont attribués à chaque régate : un point pour le vainqueur, deux points pour le bateau en deuxième position et ainsi de suite. Après les 10 premières régates, les points attribués à chaque concurrent dans la course où il a réalisé sa plus mauvaise performance sont retirés et les points restants sont additionnés. Les 10 athlètes avec les meilleurs scores disputent la course pour la médaille dont les points comptent double : deux points pour la première place, quatre points pour la deuxième place et ainsi de suite. Le total des points obtenus à l’issue de la course de médaille détermine le classement, ainsi l'athlète ayant le score le plus bas est déclaré vainqueur.

## Calendrier
Toutes les heures sont en British Summer Time (UTC+1).
| Date                  | Temps   | Tour                 |
| --------------------- | ------- | -------------------- |
| Jeudi 2 août 2012     | 13 h 00 | Course 1 et 2        |
| Vendredi 3 août 2012  | 13 h 00 | Course 3 et 4        |
| Samedi 4 août 2012    | 13 h 00 | Course 5 et 6        |
| Lundi 6 août 2012     | 13 h 00 | Course 7 et 8        |
| Mardi 7 août 2012     | 13 h 00 | Course 9 et 10       |
| Jeudi 9 août 2012     | 14 h 00 | Course à la médaille |
| Vendredi 10 août 2012 | 12 h 00 | Course à la médaille |

## Résultats
| Rang                                | Noms                                              | Pays             | Course | Course | Course | Course | Course | Course | Course | Course | Course | Course | Course | Points | Points |
| Rang                                | Noms                                              | Pays             | 1      | 2      | 3      | 4      | 5      | 6      | 7      | 8      | 9      | 10     | CM     | Tot    | Net    |
| ----------------------------------- | ------------------------------------------------- | ---------------- | ------ | ------ | ------ | ------ | ------ | ------ | ------ | ------ | ------ | ------ | ------ | ------ | ------ |
| Médaille d'or, Jeux olympiques      | Mathew Belcher et Malcolm Page                    | Australie        | 3      | 9      | 2      | 1      | 1      | 1      | 3      | 5      | 1      | 1      | 4      | 31     | 22     |
| Médaille d'argent, Jeux olympiques  | Luke Patience et Stuart Bithell                   | Grande-Bretagne  | 2      | 1      | 4      | 2      | 3      | 4      | 1      | 6      | 3      | 2      | 8      | 36     | 30     |
| Médaille de bronze, Jeux olympiques | Lucas Calabrese et Juan de la Fuente              | Argentine        | 5      | 24     | 3      | 9      | 17     | 8      | 2      | 2      | 5      | 6      | 6      | 87     | 63     |
| 4                                   | Gabrio Zandonà et Pietro Zucchetti                | Italie           | 6      | 26     | 1      | 8      | 6      | 13     | 8      | 4      | 11     | 3      | 12     | 98     | 72     |
| 5                                   | Paul Snow-Hansen et Jason Saunders                | Nouvelle-Zélande | 28 DSQ | 3      | 5      | 4      | 16     | 3      | 7      | 9      | 13     | 12     | 14     | 114    | 86     |
| 6                                   | Šime Fantela et Igor Marenic                      | Croatie          | 28 DSQ | 13     | 9      | 10     | 8      | 5      | 15     | 1      | 2      | 22     | 2      | 115    | 87     |
| 7                                   | Pierre Leboucher et Vincent Garos                 | France           | 9      | 10     | 11     | 6      | 10     | 2      | 19     | 11     | 4      | 11     | 16     | 109    | 90     |
| 8                                   | Alvaro Marinho et Miguel Nunes                    | Portugal         | 12     | 2      | 16     | 5      | 11     | 7      | 17     | 3      | 10     | 28 OCS | 10     | 121    | 93     |
| 9                                   | Matthias Schmid et Florian Reichstädter           | Autriche         | 1      | 4      | 7      | 19     | 4      | 16     | 24     | 10     | 14     | 14     | 18     | 131    | 107    |
| 10                                  | Anton Dahlberg et Sebastian Ostling               | Suède            | 4      | 6      | 8      | 14     | 13     | 9      | 14     | 24     | 22     | 13     | 20     | 147    | 123    |
| 11                                  | Onán Barreiros et Aaron Sarmiento                 | Espagne          | 7      | 8      | 12     | 27     | 24     | 6      | 10     | 13     | 15     | 9      | NC     | 131    | 104    |
| 12                                  | Sven Coster et Kalle Coster                       | Pays-Bas         | 8      | 5      | 19     | 7      | 21     | 24     | 9      | 22     | 6      | 8      | NC     | 129    | 105    |
| 13                                  | Stuart McNay et Graham Biehl                      | États-Unis       | 15     | 22     | 10     | 3      | 23     | 23     | 6      | 18     | 7      | 4      | NC     | 131    | 108    |
| 14                                  | Ferdinand Gerz et Patrick Follmann                | Allemagne        | 13     | 17     | 13     | 16     | 9      | 10     | 11     | 14     | 9      | 10     | NC     | 122    | 105    |
| 15                                  | Yannick Brauchli et Romuald Hausser               | Suisse           | 11     | 16     | 18     | 22     | 14     | 12     | 12     | 7      | 23     | 7      | NC     | 142    | 119    |
| 16                                  | Gideon Kliger et Eran Sela                        | Israël           | 17     | 11     | 17     | 11     | 2      | 14     | 5      | 12     | 28 OCS | 23     | NC     | 140    | 122    |
| 17                                  | Mikhail Sheremetev et Maksim Sheremetev           | Russie           | 21     | 18     | 14     | 13     | 5      | 20     | 4      | 25     | 18     | 17     | NC     | 155    | 130    |
| 18                                  | Ryunosuke Harada et Yugo Yoshida                  | Japon            | 19     | 12     | 25     | 12     | 7      | 11     | 21     | 17     | 17     | 15     | NC     | 156    | 131    |
| 19                                  | Panagiotis Kampouridis et Efstathios Papadppoulos | Grèce            | 14     | 7      | 20     | 15     | 18     | 28 DSQ | 27     | 19     | 8      | 20     | NC     | 176    | 148    |
| 20                                  | Wang Weidong et Deng Daokun                       | Chine            | 20     | 15     | 6      | 26     | 27     | 17     | 22     | 26     | 12     | 16     | NC     | 187    | 160    |
| 21                                  | Joonas Lindgren et Niklas Lindgren                | Finlande         | 22     | 19     | 22     | 17     | 12     | 15     | 26     | 21     | 21     | 18     | NC     | 193    | 167    |
| 22                                  | Park Gun-Woo et Cho Sung-Min                      | Corée du Sud     | 23     | 14     | 15     | 24     | 20     | 25     | 20     | 8      | 24     | 21     | NC     | 194    | 169    |
| 23                                  | Ger Owens et Scott Flanigan                       | Irlande          | 16     | 25     | 24     | 25     | 15     | 22     | 25     | 27     | 16     | 5      | NC     | 200    | 173    |
| 24                                  | Deniz Çinar et Ates Çinar                         | Turquie          | 10     | 23     | 26     | 18     | 22     | 21     | 23     | 16     | 19     | 26     | NC     | 204    | 178    |
| 25                                  | Luke Ramsay et Mike Leigh                         | Canada           | 24     | 20     | 21     | 21     | 19     | 19     | 16     | 20     | 26     | 19     | NC     | 205    | 179    |
| 26                                  | Jim Asenathi et Roger Hudson                      | Afrique du Sud   | 18     | 27     | 27     | 20     | 26     | 26     | 13     | 15     | 25     | 24     | NC     | 221    | 194    |
| 27                                  | Benjamin Grez et Diego González Parro             | Chili            | 25     | 21     | 23     | 23     | 25     | 18     | 18     | 23     | 20     | 25     | NC     | 221    | 196    |

Note : Seuls les 10 premiers compétiteurs ont participé à la course pour les médailles.